# Gran Premio de Gran Bretaña de Motociclismo 2009
El Gran Premio de Gran Bretaña de Motociclismo de 2009 es la 10.ª ronda del campeonato del mundo de 2009.Se disputó en el fin de semana del 24 al 26 de julio de 2009.
En este gran premio Andrea Dovizioso consiguió su primera victoria en MotoGP y Julián Simón consiguió una de las siete victorias que consiguió a lo largo de la temporada.La carrera de MotoGP se resolvió en este trazado dando 30 vueltas y en 250cc el ganador dio 27 vueltas.

## Resultados de la Carrera

### MotoGP

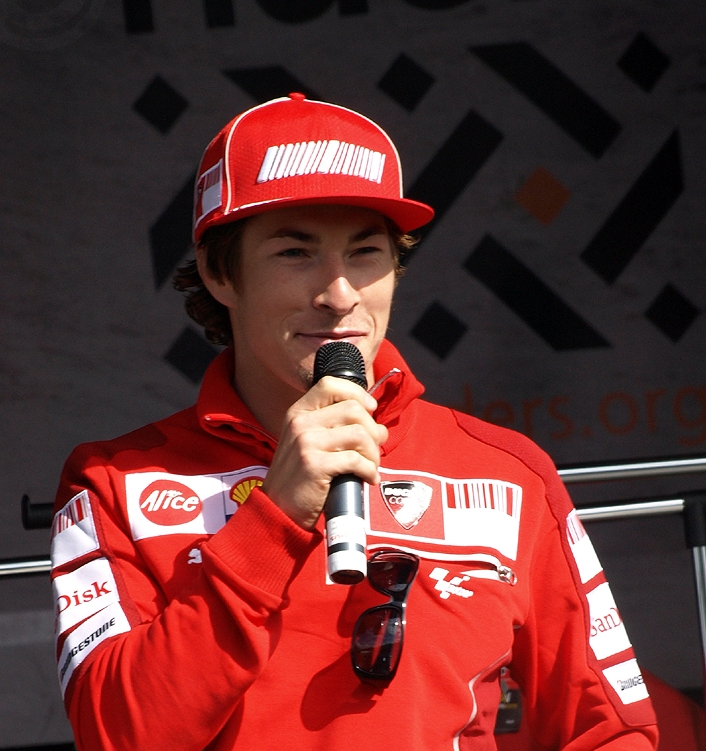
Nicky Hayden en rueda de prensa días antes de la carrera.

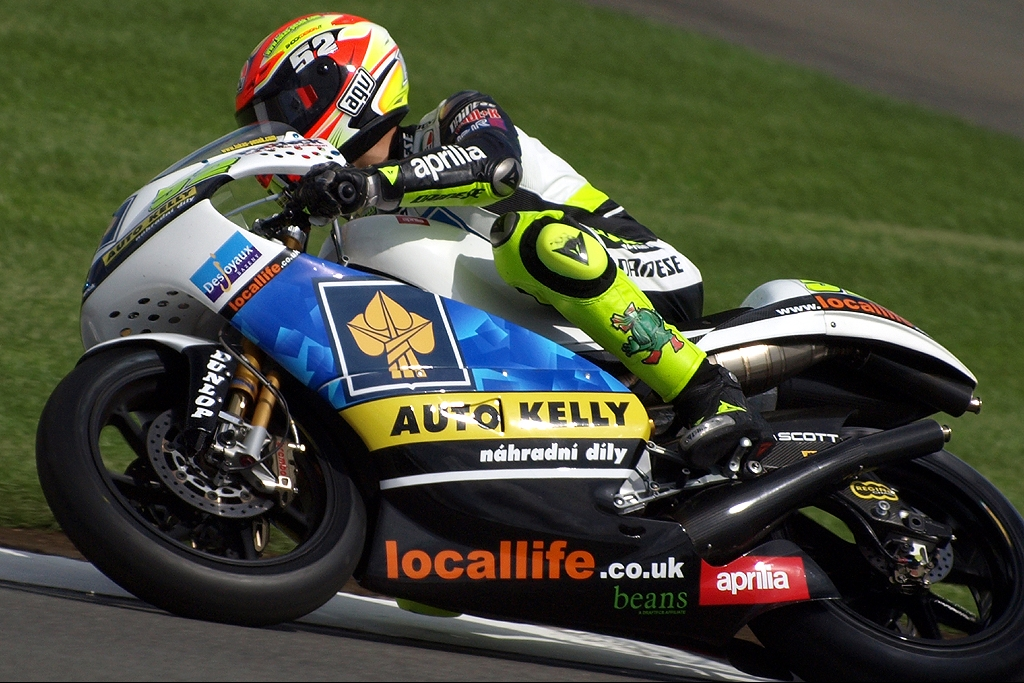
Lukas Pesek tomando una curva del trazado.

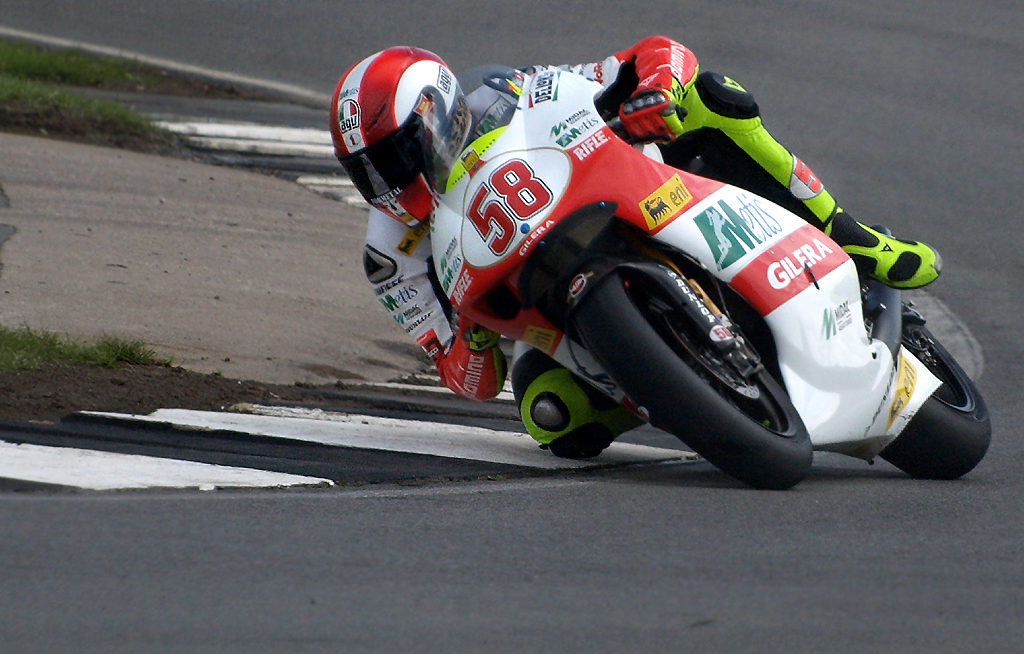
Simoncelli en pleno Donington Park.

| Pos. | N.º | Piloto           | Equipo   | Diferencia/retirada | Pos. parrilla | Pts. |
| ---- | --- | ---------------- | -------- | ------------------- | ------------- | ---- |
| 1    | 4   | Andrea Dovizioso | Honda    | 48:26.267           | 5             | 25   |
| 2    | 5   | Colin Edwards    | Yamaha   | +1.360              | 6             | 20   |
| 3    | 14  | Randy de Puniet  | Honda    | +1.600              | 10            | 16   |
| 4    | 15  | Alex De Angelis  | Honda    | +8.958              | 12            | 13   |
| 5    | 46  | Valentino Rossi  | Yamaha   | +21.622             | 1             | 11   |
| 6    | 52  | James Toseland   | Yamaha   | +22.465             | 9             | 10   |
| 7    | 33  | Marco Melandri   | Kawasaki | +35.284             | 7             | 9    |
| 8    | 88  | Niccolò Canepa   | Ducati   | +38.769             | 16            | 8    |
| 9    | 3   | Dani Pedrosa     | Honda    | +42.112             | 2             | 7    |
| 10   | 36  | Mika Kallio      | Ducati   | +45.845             | 11            | 6    |
| 11   | 65  | Loris Capirossi  | Suzuki   | +53.190             | 14            | 5    |
| 12   | 41  | Gabor Talmacsi   | Honda    | +1:12.315           | 17            | 4    |
| 13   | 7   | Chris Vermeulen  | Suzuki   | +1:20.398           | 13            | 3    |
| 14   | 27  | Casey Stoner     | Ducati   | +1 Vuelta           | 4             | 2    |
| 15   | 69  | Nicky Hayden     | Ducati   | +1 Vuelta           | 15            | 1    |
| 16   | 99  | Jorge Lorenzo    | Yamaha   | Out/ 8ª v.          | 3             |      |
| 17   | 24  | Toni Elias       | Honda    | Out/ 7ª v.          | 8             |      |

### 250 cc
| Pos. | N.º | Piloto              | Equipo  | Diferencia/retirada | Pos. parrilla | Pts. |
| ---- | --- | ------------------- | ------- | ------------------- | ------------- | ---- |
| 1    | 4   | Hiroshi Aoyama      | Honda   | 45:17.516           | 3             | 25   |
| 2    | 19  | Álvaro Bautista     | Aprilia | +5.723              | 6             | 20   |
| 3    | 75  | Mattia Pasini       | Aprilia | +36.161             | 7             | 16   |
| 4    | 58  | Marco Simoncelli    | Gilera  | +36.776             | 2             | 13   |
| 5    | 63  | Mike Di Meglio      | Aprilia | +41.418             | 5             | 11   |
| 6    | 6   | Alex Debon          | Aprilia | +41.938             | 4             | 10   |
| 7    | 35  | Raffaele De Rosa    | Honda   | +57.483             | 11            | 9    |
| 8    | 40  | Hector Barbera      | Aprilia | +59.975             | 1             | 8    |
| 9    | 12  | Thomas Luthi        | Aprilia | +1:14.852           | 12            | 7    |
| 10   | 55  | Hector Faubel       | Honda   | +1:16.927           | 14            | 6    |
| 11   | 16  | Jules Cluzel        | Aprilia | +1:21.356           | 15            | 5    |
| 12   | 52  | Lukas Pesek         | Aprilia | +1:21.665           | 10            | 4    |
| 13   | 15  | Roberto Locatelli   | Gilera  | +1:29.576           | 13            | 3    |
| 14   | 17  | Karel Abraham       | Aprilia | +1 Vuelta           | 9             | 2    |
| 15   | 48  | Shoya Tomizawa      | Honda   | +1 Vuelta           | 17            | 1    |
| 16   | 25  | Alex Baldolini      | Aprilia | +1 Vuelta           | 16            |      |
| 17   | 10  | Imre Tóth           | Aprilia | +1 Vuelta           | 18            |      |
| 18   | 64  | Luke Mossey         | Aprilia | +1 Vuelta           | 24            |      |
| 19   | 53  | Valentin Debise     | Honda   | +2 Vueltas          | 21            |      |
| 20   | 7   | Axel Pons           | Aprilia | +2 Vueltas          | 19            |      |
| 21   | 77  | Aitor Rodríguez     | Aprilia | +2 Vueltas          | 26            |      |
| 22   | 8   | Bastien Chesaux     | Honda   | +2 Vueltas          | 23            |      |
| 23   | 54  | Toby Markham        | Aprilia | +4 Vueltas          | 25            |      |
| 24   | 14  | Ratthapark Wilairot | Honda   | Out/ 8ª v.          | 8             |      |
| 25   | 95  | Ralf Waldmann       | Aprilia | Out/ 5ª v.          | 20            |      |
| 26   | 11  | Balazs Nemeth       | Aprilia | No comenzó          | 22            |      |
| DNQ  | 68  | Alex Kenshington    | Yamaha  | No calificó         |               |      |
| DNQ  | 67  | Robin Halen         | Aprilia | No calificó         |               |      |